# Singapura
Singapuran lär vara den minsta kattrasen. Den sägs härstamma från förvildade tamkatter från Singapore. Pälsen är ljust brun och tickad, och påminner om abessinierns, fast färgen är kallare och ljusare på grund av att singapuran har burmautfärgning, vilket bleker pälsfärgen. Kroppen är nätt, och huvudet är runt med stora ögon och öron.

## Temperament
Singapuran är nyfiken, social och tillgiven. Den är lekfull, en skicklig jägare och älskar värme.